# トアマシナ州
トアマシナ州(トアマシナしゅう、Toamasina Province)は、マダガスカル東部の州。
面積7万1911km²、人口 285万5600人（2004年）。
州都はトゥアマシナ。

## 隣接州
北をアンツィラナナ州、西をマジュンガ州とアンタナナリボ州、南をフィアナランツァ州と接する。

## 地方行政区分
- 1. アンバトンドラザカ郡（英語版）
- 2. アンパラファラボラ郡（英語版）
- 3. アンディラメナ郡（英語版）
- 4. アノジブ・アンララ郡（英語版）
- 5. アンタナンバオ・マナンポシー郡（英語版）
- 6. 東フェノアリボ郡（英語版）
- 7. マアノロ郡（英語版）
- 8. 北マナナラ郡（英語版）
- 9. マルアンツェトラ郡（英語版）
- 10. マロランボ郡（英語版）
- 11. ムラマンガ郡（英語版）
- 12. ヌシ・ブラハ郡 (サント・マリー島)
- 13. ソアニエラナ・イヴォンゴ郡（英語版）
- 14. 第二トアマシナ郡（英語版）
- 15. トアマシナ郡（英語版）
- 16. バトゥマンドリ郡（英語版）
- 17. ヴァバトニナ郡（英語版）
- 18. ヴォイビナニー郡（英語版）